# Пулемёт Калашникова
7,62-мм пулемёт Калашникова (ПК) — советский пулемёт, разработанный М. Т. Калашниковым, В. В. Крупиным, В. Н. Пушиным, А. Д. Крякушиным, А.А. Польщак,в качестве единого пулемёта для Вооружённых Сил СССР.
ПК был принят на вооружение Вооружёнными Силами СССР в 1961 году. Применялся во многих войнах и вооружённых конфликтах 2-й пол. XX — нач. XXI вв. По оценке американских оружейников Центра по изучению зарубежной науки и техники Армии США, которые провели его испытания на износ, ПК — один из лучших пулемётов в мире, отличающийся простотой и надёжностью.
Модернизированный пулемёт получил обозначение ПКМ. Он имеет «ночную» модификацию ПКМН, приспособленную для установки ночных прицелов НСПУ или НСПУМ. К ПКМ принят новый треножный станок 6Т5 конструкции Л. В. Степанова.

## История
Под влиянием опыта Второй мировой войны, в которой Вооружённые силы нацистской Германии и их союзники с успехом использовали единые пулемёты MG 34 и MG 42, уже в 1946 (когда был принят на вооружение ВС СССР пулемёт РП-46) ГАУ утвердило тактико-технические требования на единый пулемёт для замены станковых пулемётов Максима и СГ-43. В СССР идею единого пулемёта, пригодного для установки на сошки и на полевые станки, предложил ещё конструктор стрелкового оружия Владимир Фёдоров в начале 1920-х годов.
В связи с этим развернулась активное проектирование пулемёта нового класса под винтовочный патрон 7,62×54 мм R для Советской армии и ВМФ. Самыми ранними проектами были пулемёт Георгия Гаранина 1947 года и пулемёт Василия Дегтярёва того же года. Первый вариант был отклонён, а второй стало некому дорабатывать по причине смерти создателя.
В конце 1950-х в процесс включились ижевские конструкторы во главе с Михаилом Калашниковым. Помимо него, в составе разработчиков будущего пулемёта были В. В. Крупин, В. Н. Пушин, А. Д. Крякушин и другие. За основу они взяли отработанную схему автомата Калашникова, отличавшуюся надёжностью и простотой.
Пулемёт Калашникова (заводской индекс Е-2) был самым поздним проектом среди конкурентов, только в 1959 году он прошёл оценочные испытания, в отличие, например, от своего основного конкурента — тульского пулемёта конструкции Никитина и Соколова, который уже в 1956 году имел рабочие прототипы. Это заставило коллектив рабочих и конструкторов работать в авральном режиме, навёрстывая упущенное время. Итоговые конкурсные испытания 1960 года выявили преимущества над пулемётом Никитина-Соколова:
- использование стандартной ленты СГМ/Максима/РП-46;
- менее чувствителен к зазору между поршнем и газовой трубкой;
- намного менее чувствителен к замачиванию, что является критически необходимым для использования на бронетехнике, которой в обязательном порядке необходимо форсировать водные преграды;
- есть регулировка узла запирания, что облегчает взаимозаменяемость стволов;
- несравненно проще в неполной разборке;
- меньше загрязнения нагаром и больше простоты в чистке патрубка;
- долговечней детали;
- на 300 граммов меньше вес тела.

20 октября 1961 года постановлением Совета Министров СССР № 953—405 Пулемёт Калашникова был принят на вооружение армии, авиации и флота. ПК и ПКС (индекс ГРАУ: 6П6 и 6П3) приказом Министра обороны Союза ССР № 0287 приняты на вооружение 28 декабря 1961, а ПКТ (индекс ГРАУ — 6П7) приказом Министра обороны Союза ССР № 269 2 декабря 1962.
Производство пулемётов поставили на Ковровском механическом заводе.
В 1969 году появился модернизированный ПК на станке конструкции Степанова. У пулемёта была снижена масса с 9 до 7,5 кг, упростилось производство и удобство эксплуатации. Станок Степанова на 3,2 кг легче станка Саможенкова, отношение массы станка к массе самого пулемёта уменьшилось с 0,86 до 0,6, а масса пулемёта на станке (без ленты) — до 12,0 кг,  при этом кучность стрельбы  не ухудшилась. Соответственно новые версии пулемёта получили обозначение ПКМ, ПКМС, ПКТМ и ПКМБ. В новом конкурсе основным конкурентом у ПКМ был снова пулемёт конструкции Никитина, но уже конструктивно иной.

## Варианты и модификации

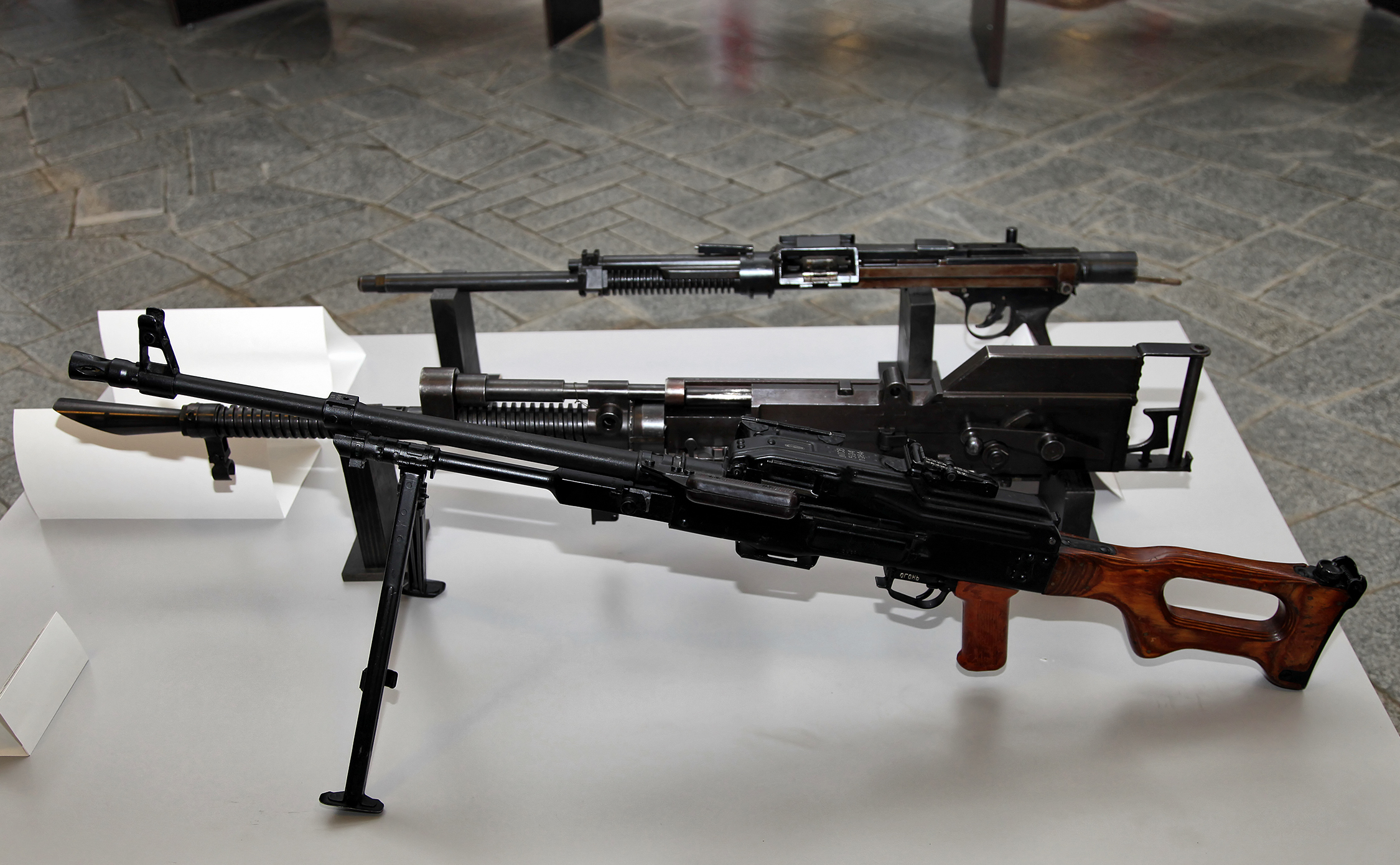
Опытный образец ПКМ в Тульском музее оружия.

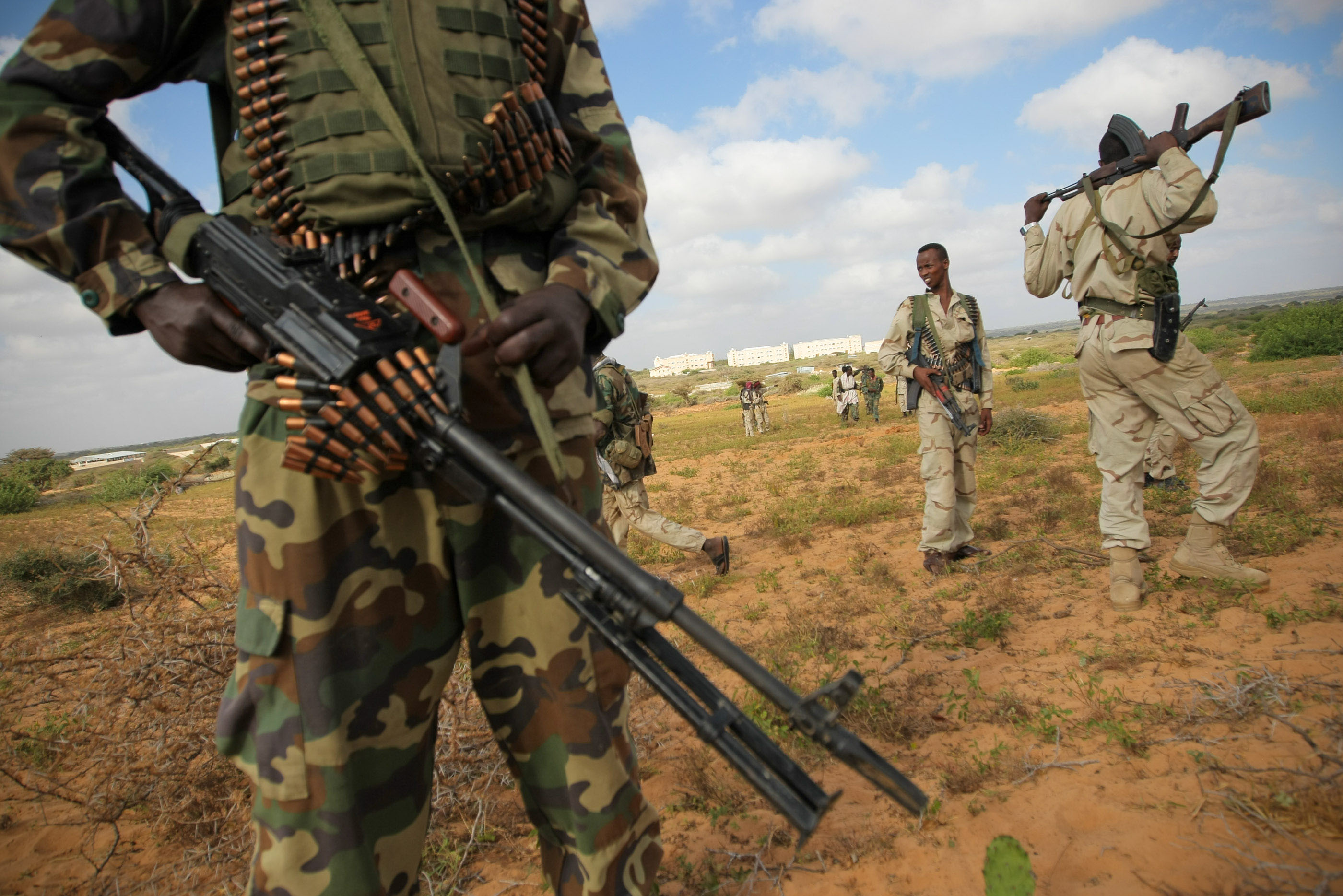
Угандийский солдат с Type 80, участвующий в миротворческой миссии Африканского союза в Сомали.

«ПК» — пулемёт Калашникова с сошками.
Варианты ПКБ и ПКС отличаются от ПК только заводской комплектацией, определяющей их назначение:
- если ПК устанавливается на треножный станок, то называется ПКС (станковый);
- если ПК устанавливается на бронетранспортёр (с помощью поворотного кронштейна), то называется ПКБ (бронетранспортёрный). Поворотный кронштейн официально именуется «Установка». Пулемёт ставился только на бронетранспортёры, не имеющие башни (в бронетранспортёрах с башней используется ПКТ).

Треножный станок к ПКС и установка к ПКБ имели серийный номер и закреплялись в подразделении за определённым пулемётом записью в формуляре. Все три пулемёта (точнее — один в трёх названиях, в зависимости от того, где установлен) приняты на вооружение в 1961 году взамен РП-46, СГМ и СГМБ соответственно.
Треножный станок для ПКС облегчает прицельную стрельбу пулемёта из ДОТа или окопа, стрельбу по воздушным целям и стрельбу в горной местности.
Установка для ПКБ состоит из вертлюга (обеспечивающего горизонтальную наводку), сектора (обеспечивающего вертикальную наводку), держателя (удерживающего патронную коробку повышенной вместимости на 200/250 патронов), пружинного амортизатора смягчающего отдачу, рамы (соединяющей пулемёт с установкой) и гильзоулавливателя (позволяющего избежать захламления внутреннего пространства БТРа). В конструкцию ПКБ входили несъёмные сошки и приклад как на обычном ПК, что позволяло в случае надобности использовать его вне боевой машины.
ПКБ использовался на бронетранспортёрах, не имевших поворотной башни (БТР-40, БТР-152, БРДМ-1, БТР-50) а также на безбашенных ранних вариантах БТР-60 — БТР-60П и БТР-60ПА. Поскольку указанные типы бронетранспортёров были практически полностью сняты с вооружения ВС СССР, данная модификация является редкой.
ПКМ — пулемёт Калашникова модернизированный. Принят на вооружение в 1969 году на замену ПК. Отличается меньшей на 1,5 кг массой. Также ПКМ получил более технологичный гладкий ствол (у ПК ствол характерно ребристый) и наплечник на прикладе.
Варианты, имевшие в заводской комплектации треножный станок или установку, называются, соответственно, ПКМС и ПКМБ.
Для использования в варианте ПКМС тогда же был принят новый треножный станок 6Т5 конструкции Степанова. При сохранении всех положительных качеств предыдущего станка он на 3 кг легче и, кроме того, имеет:
- специальные ремни для крепления в походном положении коробок с лентами; таким образом в походном положении вместе со станком переносится до 2 коробок с лентами по 200 патронов;
- крепление на ножках станка для коробки с лентой в боевом положении; таким образом в бою один солдат может переносить пулемёт вместе со станком и патронной коробкой, не вытаскивая ленту из пулемёта.

Кроме того, так же, как и в станке Саможенкова, в новом станке можно устанавливать пулемёт для зенитной стрельбы.
ПКТ — пулемёт Калашникова танковый. Он оборудовался электроспуском; ствол сделан более длинным, как у СГМ (это было сделано для увеличения начальной скорости пули — поскольку танковые пулемётные прицелы были рассчитаны на баллистику СГМТ) и с более толстыми стенками (это допускало более интенсивный огонь и реже требовало замены ствола, а увеличение массы для танкового пулемёта не страшно, в отличие от пехотного). Он устанавливается в башнях танков и других боевых бронированных машин (БМП, БМД, БТР-60ПБ/70/80/90, МТ-ЛБ, БМПТ, БРДМ-2, БРМ-1К). Принят на вооружение в 1962 году для замены пулемёта СГМТ.
ПКТМ — пулемёт Калашникова танковый модернизированный. Принят на вооружение в 1998 году.
АЕК-999 «Барсук» — ПКМ с новым пулемётным стволом производства Ковровского механического завода. Наибольшим изменением в конструкции оружия по сравнению с единым пулемётом ПКМ является новый несменный ствол, в котором используются авиационные материалы. Комплектуется съёмным прибором малошумной стрельбы, позволяющим значительно уменьшить акустическую нагрузку на членов пулемётного расчёта и снизить заметность за счёт снижения шумности и исключения дульного пламени. Есть данные, что звук выстрела, в зависимости от типа и рельефа местности, не слышен уже на дальности 400—600 м. Над стволом пулемёта расположен рассеиватель тепла, который снижает искажающее воздействие тёплого воздуха на линию прицеливания и придаёт жёсткость конструкции ствола. Ресурс ствола — от 33 до 40 тысяч выстрелов.
Печенег — ПКМ со стволом принудительного охлаждения за счёт энергии пороховых газов. Разработан в ЦНИИточмаш.
Тип 80 — китайский ПКМ. Пулемёт поступил на вооружение НОАК в 1980-х годах в 1983 году. Сначала предполагалось, что Тип 80 сменит ранее разрабатываемый в КНР Тип 67, хорошо зарекомендовавший себя на полигоне военного округа в Чэнду. Однако затем разработки были свёрнуты, а на вооружении остался только Тип 67. Несколько образцов Тип 80 были опробованы в китайских ВМФ, затем они прошли модернизацию, и сухопутные войска получили модификацию Тип 86, которая была поставлена на вооружение НОАК.
Zastava M84 — югославский ПКМ. Из отличий — приклад из сплошного дерева.
| ПК   | 6П6   | пулемёт Калашникова на сошке                              |
| ПКС  | 6П3   | пулемёт Калашникова станковый                             |
| ПКБ  | 6П10  | пулемёт Калашникова бронетранспортёрный                   |
| ПКМ  | 6П6М  | пулемёт Калашникова модернизированный на сошке            |
| ПКМС | 6П3М  | пулемёт Калашникова модернизированный станковый           |
| ПКМБ | 6П10М | пулемёт Калашникова модернизированный бронетранспортёрный |
| ПКТ  | 6П7   | пулемёт Калашникова танковый                              |
| ПКТМ | 6П7К  | пулемёт Калашникова танковый модернизированный            |

## Тактико-технические характеристики
| вариант                                                          | ПК          | ПКМ         | ПКТ     |
| Масса (кг)                                                       | 9,0         | 7,5         | 10,5    |
| Масса ствола (кг)                                                | 2,6         | 2,4         | 3,23    |
| Длина (мм)                                                       | 1173        | 1196        | 1098    |
| Длина ствола без пламегасителя (мм)                              | 605         | 605         | 722     |
| Начальная скорость пули (м/с)                                    | 825         | 825         | 855     |
| Скорострельность (выстрелов в минуту)                            | 650         | 650         | 700     |
| Практическая скорострельность (выстрелов в минуту)               | 250         | 250         | 250     |
| Замена нагретого ствола (выстрелов)                              | 400         | 400         | 500     |
| Масса коробки со снаряжённой лентой на 100, 200 или 250 патронов | 3,9/8,0/9,4 | 3,4/6,2/9,4 | -/-/9,4 |

| Вариант         | 6T2           | 6T5           |
| Масса (кг)      | 7,5           | 4,5           |
| Угол прицела, ° | от −15 до +15 | от −10 до +20 |

## Конструкция

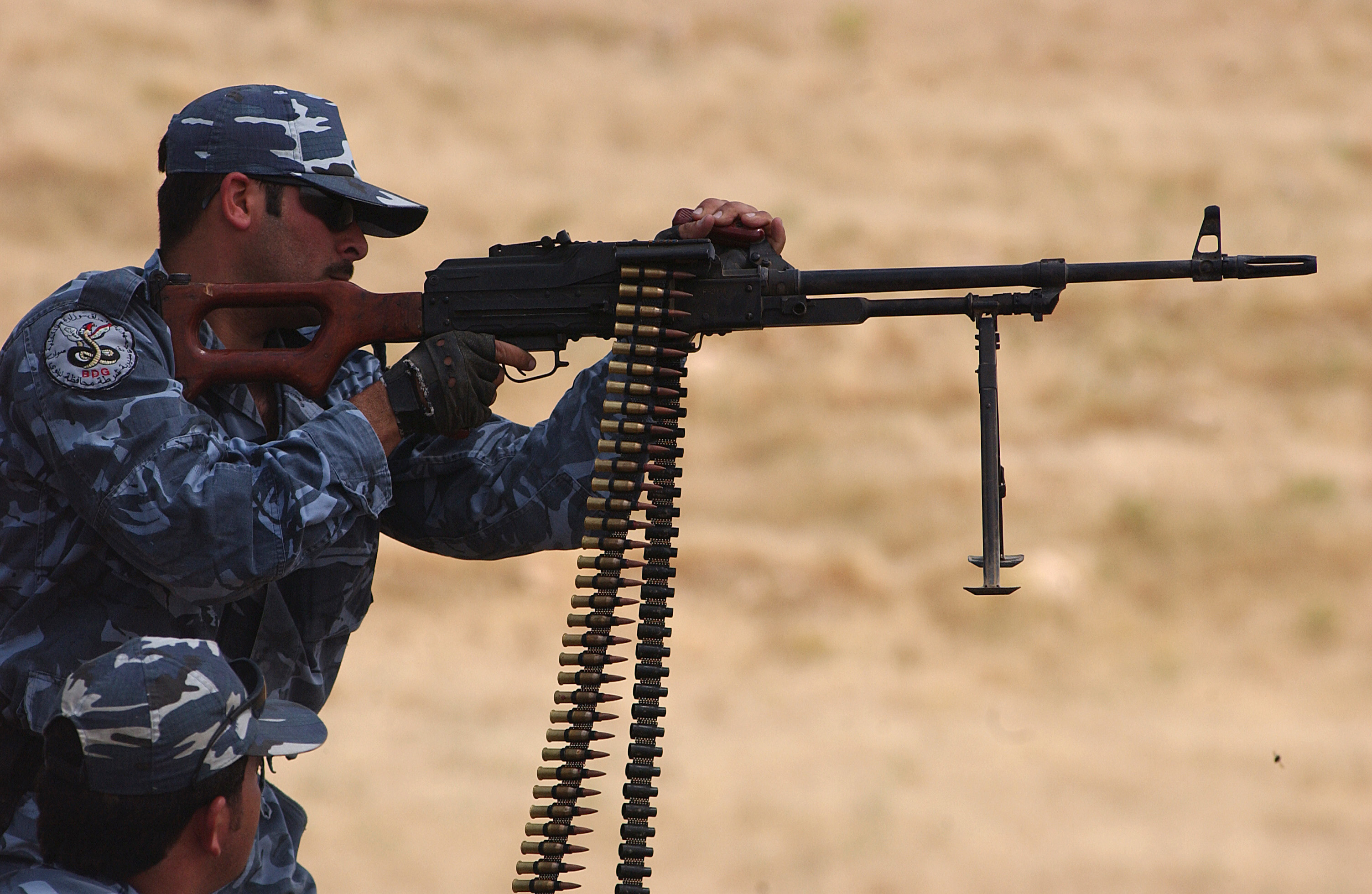
Питание патронами — из нерассыпной металлической ленты, подача ленты — только справа

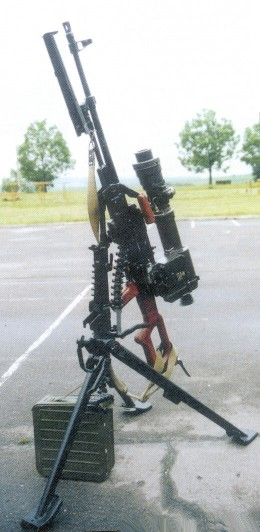
Пулемёт ПКС, с ночным прицелом НСПУ

Пулемёт Калашникова использует газоотводную автоматику, запирание ствола осуществляется поворотным затвором. Огонь ведётся только очередями, с открытого затвора. В пехотном и бронетранспортёрном вариантах пулемёт оснащён складной сошкой, скелетным прикладом и пистолетной рукояткой управления огнём. В станковом варианте пулемёт устанавливается на универсальный складной станок-треногу. Для ведения огня по воздушным целям станок имеет специальную штангу-адаптер. Прицельные приспособления открытые, регулируемые. Пулемёт также может оснащаться оптическими либо ночными прицелами.

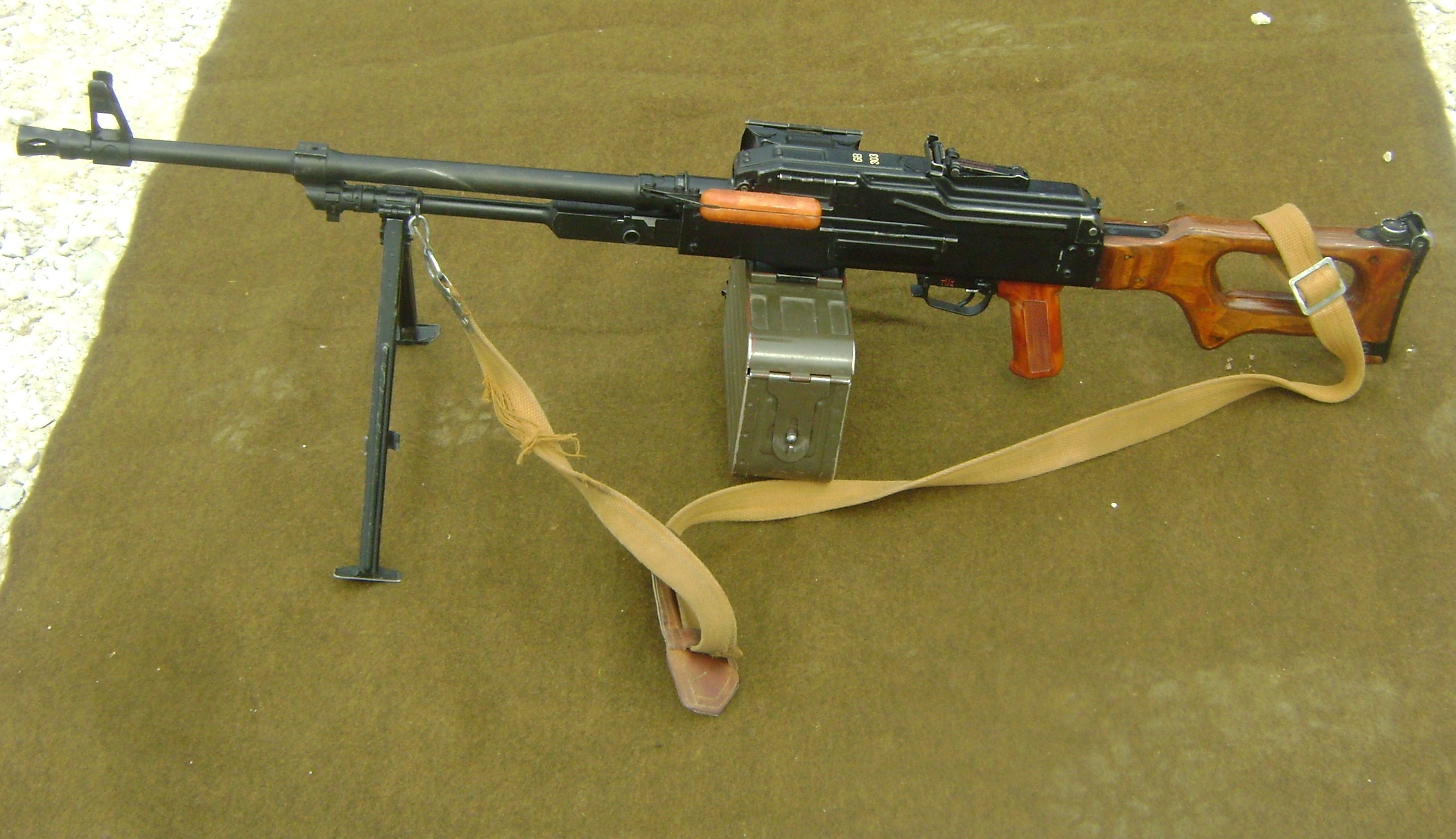
ПКМ венгерской армии

Ударно-спусковой механизм с возвратно-боевой пружиной, обеспечивает только автоматический огонь. Газоотводный узел имеет трёхпозиционный газовый регулятор. Охлаждение ствола воздушное, ствол быстросменный, для удобства замены имеет ручку для переноски. Питание патронами — из нерассыпной металлической ленты, подача ленты — только справа. Подача патрона из ленты — двухступенчатая, при отходе затворной группы назад патрон вытягивается из ленты захватами извлекателя и снижается на линию подачи. Затем, после нажатия на спусковой крючок, затворная группа двигается вперёд, патрон досылается в ствол. Боевой взвод находится на затворной раме, c нею связан ударник. Когда после запирания затвора затворная рама продолжает движение вперед, ударник под её действием продвигается по каналу в остове затвора и разбивает капсюль. В танковом варианте пулемёта (ПКТ) вместо спускового крючка установлен электромагнитный спусковой механизм (электроспуск), включаемый кнопкой, расположенной на блоке наведения орудия на танке или БМП либо на рукоятке поворота башни на БТР. Электроспуск соединяется с бортовой сетью бронемашины кабелем, защищённым гибкой трубкой из витой проволоки длиной 50 см. На случай отказа электроспуска либо отсутствия напряжения в бортовой сети бронемашины, на танковом варианте пулемёта (ПКТ) предусмотрена механическая система открытия огня. Механический спуск расположен выше блока электроспуска на затыльнике ствольной коробки и представлен горизонтально расположенной гашеткой, удерживаемой вертикальной предохранительной планкой.

## Танковый пулемёт ПКТ

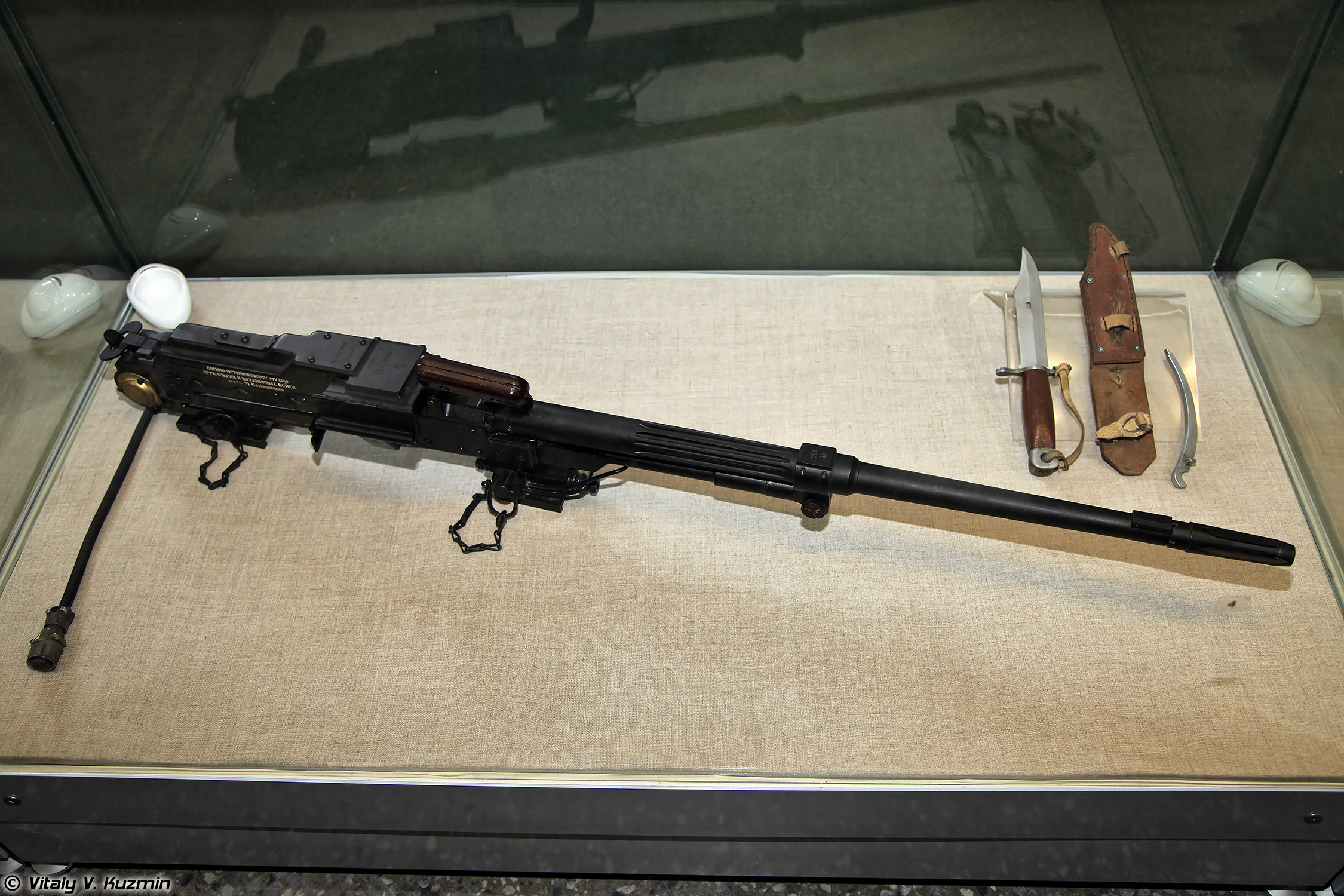
ПКТ в Военно-историческом музее артиллерии, инженерных войск и войск связи.

Танковый вариант имеет более тяжёлый и длинный ствол, а также изменённый узел газоотвода для уменьшения загазованности боевого отделения. Тяжёлый ствол с более толстыми стенками позволяет вести более интенсивный огонь без замены ствола. На танковом варианте отсутствуют механические прицельные приспособления, приклад, пистолетная рукоятка и сошки. Для открытия огня используется электроспуск, подсоединяемый к бортовой сети.
В случае отсутствия напряжения в бортовой сети, в затылочной части ствольной коробки ПКТ, над блоком электроспуска, имеется механический спуск, выполненный в форме вертикально расположенной гашетки, удерживаемый подпружиненным предохранителем, расположенного в горизонтальной плоскости. Предохранитель выступами входит в пазы гашетки, чем фиксирует её. В таком случае для произведения стрельбы необходимо отжать предохранитель вниз и нажать на гашетку в направлении выстрела. По окончании стрельбы гашетка и предохранитель под воздействием пружин возвращаются в исходное положение когда предохранитель фиксирует гашетку.
Единственным штатным специализированным приспособлением для ПКТ является трубка холодной пристрелки (ТХП), служащая для выверки танкового пулемёта и прицела, закрепляемая индивидуально за каждым пулемётом.

### Переделка пулемёта ПКТ в пехотный вариант

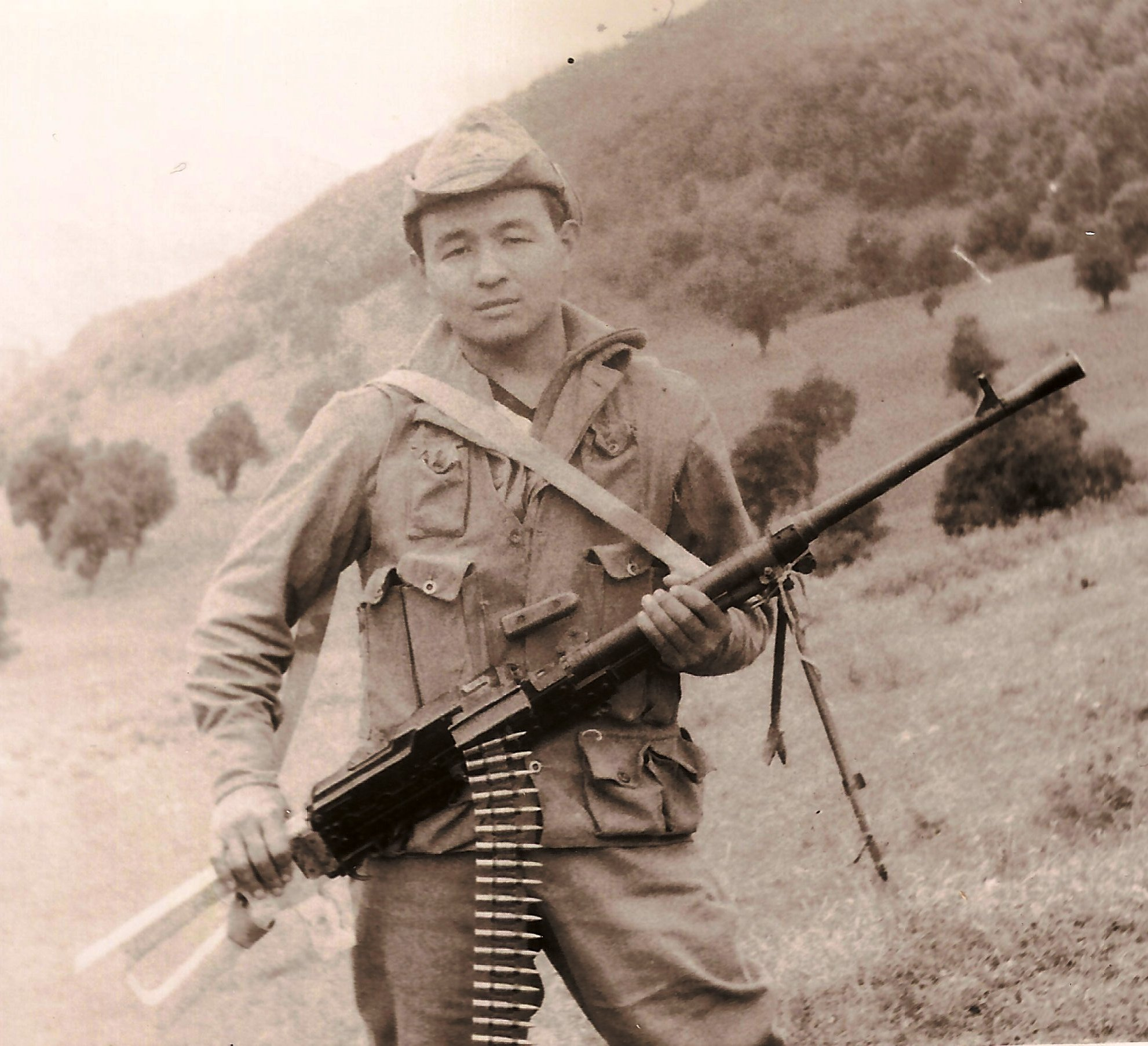
Боец сил самообороны Нагорного Карабаха с ПКТ переделанным в пехотный вариант. Август 1992

В ходе многочисленных локальных конфликтов в начале 1990-х годов на территории бывшего СССР у представителей незаконных вооружённых формирований возник острый спрос на ручные пулемёты как на основное средство поддержки пехоты. В то же время у враждующих сторон появилось большое количество пулемётов ПКТ, похищенных в воинских частях, снятых с подбитой в боях или выведенной из строя бронетехники. Естественным шагом по преодолению подобного дефицита следует считать малосерийное производство по переделке в условиях механических мастерских гражданского профиля танковых пулемётов ПКТ в пехотный вариант.
Схема переделки, получившая наибольшее распространение, была следующей:
- с пулемёта снимался блок электроспуска;
- к освободившемуся месту на затыльнике ствольной коробки накладными стальными пластинами за боковины ствольной коробки клёпочным соединением прикреплялся приклад с пистолетной рукояткой из цельного куска пластика или многократно склеенных слоёв фанеры;
- предохранительная планка удалялась, а частично обрезанная гашетка соединялась с самодельным крючком, под который выпиливалась щель в дне ствольной коробки;
- на узле газоотвода ствола крепились болтовым соединением жестяная скоба с сошками из толстого стального прута с заострёнными концами;
- на ствол в передней части сваркой крепился выступ с мушкой;
- на крышку ствольной коробки клёпочным соединением присоединялся стальной уголок с радиальным вырезом, игравший роль прицельной планки.

Ввиду максимального упрощения процесса переделки на полученных пулемётах отсутствовали такие элементы пехотного пулемёта ПКМ, как: предохранитель огня, кронштейн для крепления коробки с патронами, предохранительная скоба на спусковом крючке, держатель на сошке для сборного шомпола, гнезда в прикладе для маслёнки и для пенала с чистящими принадлежностями. По причине подобных упрощений переделанный пулемёт ПКТ уступал ПКМ по габаритным и весовым показателям, по удобству переноски в условиях боя, по безопасности и по точности ведения прицельного огня. Единственным преимуществом переделанного ПКТ перед ПКМ оказалась возможность вести более интенсивный и продолжительный огонь благодаря утяжелённому стволу.
Пулемёты подобной конструкции широко использовались в ходе Первой карабахской войны, в ходе Первой и Второй чеченских войн, в Гражданской войне в Таджикистане, в Южно-осетинской войне (1991—1992), в Грузино-абхазской войне (1992—1993).
В ходе военных действий в Донбассе переделанные ПКТ применялись сепаратистами Донбасса и украинскими войсками. Также на Украине в 2015 году было освоено производство так называемых «волонтёрских» станков к пулемёту ПКТ, которые позволяют его использовать в боевых порядках пехоты. «Волонтёрский» станок представляет собой штатный станок конструкции Степанова, в котором в ходе технических доработок к пулемёту присоединяется приклад, кронштейн для коробки с лентой на 200-250 патронов и оптический прицел.
Во время полномасштабного российского вторжения на Украину в 2022 году появились примеры кустарной переделки ПКТ, снятых с бронетехники (предположительно российской, точное число единиц неизвестно), на ручные варианты. Также, точные характеристики и количество переделанных единиц ПКТ неизвестно, но в публикациях СМИ демонстрировались фотографии с прикладами, разными пистолетными рукоятками и креплениями под прицелы. В течение какого времени, в каком количестве переделанные ПКТ применялись и где именно — также неизвестно.

## Производство

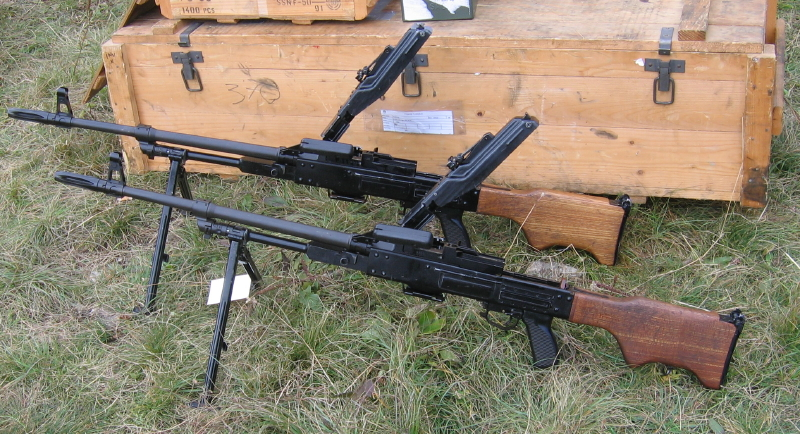
пулемёты Застава М84

- Азербайджан: производятся две версии ПКМ (под патрон 7,62×54 мм R): общевойсковой UP-7.62 (вес 7,5 кг) и специальный HP-7,62 (вес 7 кг).[24]
- Болгария: в 1971—1973 годы было освоено и начато серийное производство пулемёта ПК, а в 1976—1978 годы — танкового пулемёта ПКТ, ныне ПКМ производится фирмой «Арсенал» под наименованием MG-1M;[25], кроме того, для внешнего рынка был начат выпуск модифицированных вариантов пулемёта ПКМ под патрон 7,62×51 мм НАТО под названием MG-M2;[26]
- Вьетнам: лицензионная копия ПКМС производится на предприятии Z111 под обозначением 7,62mm ĐL7N[27].
- Индия: копии ПКТМ и ПКМ производятся на предприятии государственного концерна OFB в городе Тируччираппалли.
- Иран: лицензионные копии Тип 80 производятся компанией Defense Industries Organization под обозначением 7.62mm Type T-80;[28][28][29]
- Китай: ПКТ выпускается под названием Тип 59Т;[30]. ПКМ выпускается под названием Тип 80. Экспортный вариант под патрон 7,62 НАТО производится под индексом CF06 или CS/LM4;[31]
- КНДР: выпускаются копии ПКМ под наименованием Тип 82 и собственные модификации ПК Тип 73 в варианте с комбинированным питанием: 30-зарядный магазин либо патронная лента.[32]
- Польша: пулемёты ПК (PKM), ПКТ (PKT) и их модификации производятся с 1968 года, после перехода на стандарты НАТО в 1997—2000 годы Тарнувским механическим заводом был разработан вариант UKM-2000 под патрон 7,62×51 мм[33][34].
- Россия: ПКМ, ПКТМ, ПКМС, ПКМБ производятся компанией «Завод имени Дегтярёва»;[35][36][37][38]
- Румыния: пулемёт ПКМ выпускается компанией ROMARM (подразделением Uzina Mecanică Cugir) под наименованием Mitraliera md. 66 и ПКТ под наименованием MMB;[39]
- Сербия: вариант пулемёта ПК выпускается компанией «Застава Оружие» под наименованием Застава М84[15], ПКТ — под наименованием Застава М86;[40] Кроме того, в ассортименте компании имеется вариант ПКМ под патрон 5.56 НАТО под названием Zastava M09.
- Судан: производится компанией Military Industry Corporation под наименованием Mokhtar;[41]
- Украина: заводом «Маяк» производятся ПКМ (под наименованием КМ-7,62) и ПКТ (под наименованием КТ-7.62[42][43][44])

## Страны-эксплуатанты
- Албания
- Афганистан[45]

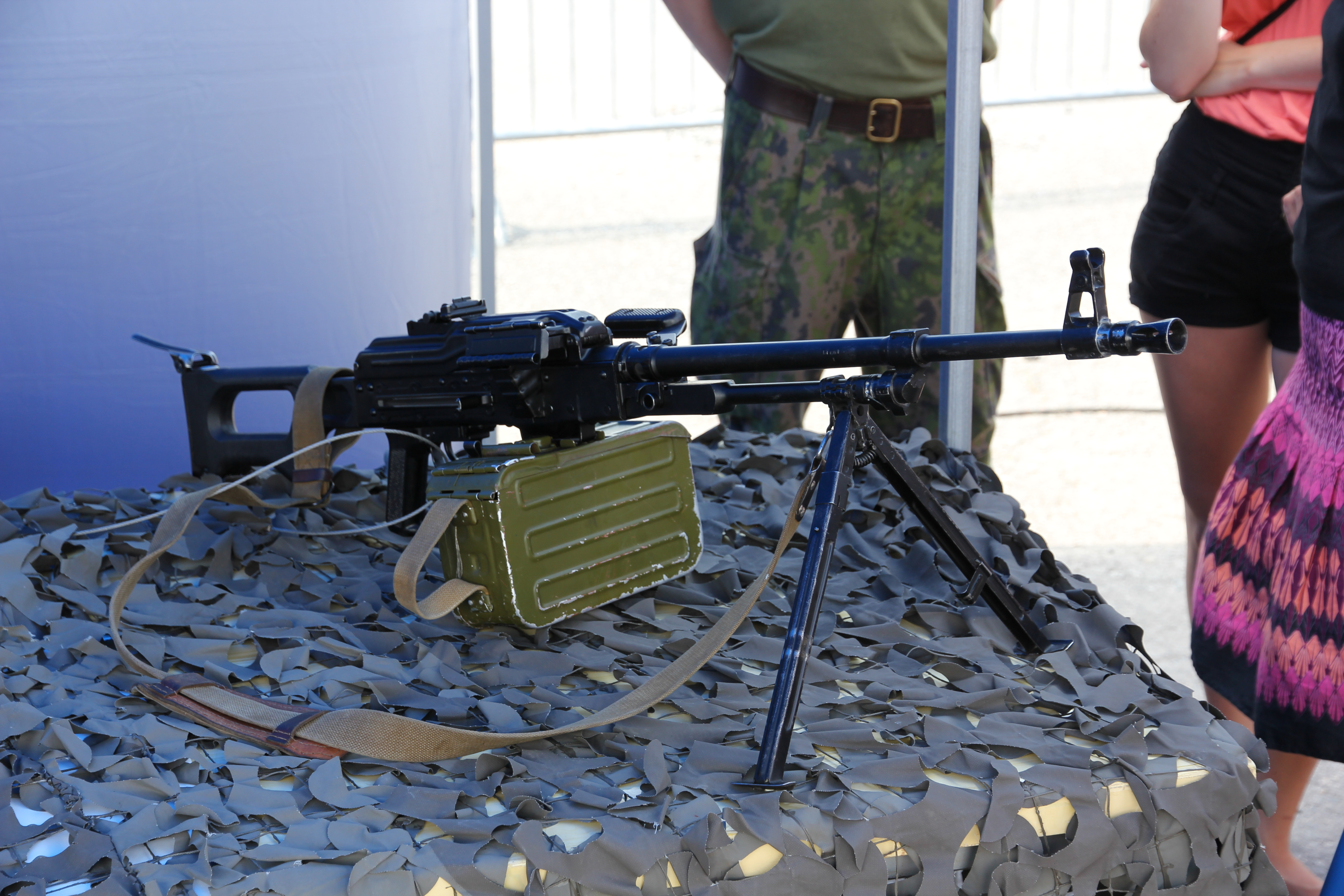
ПКМ финской армии.

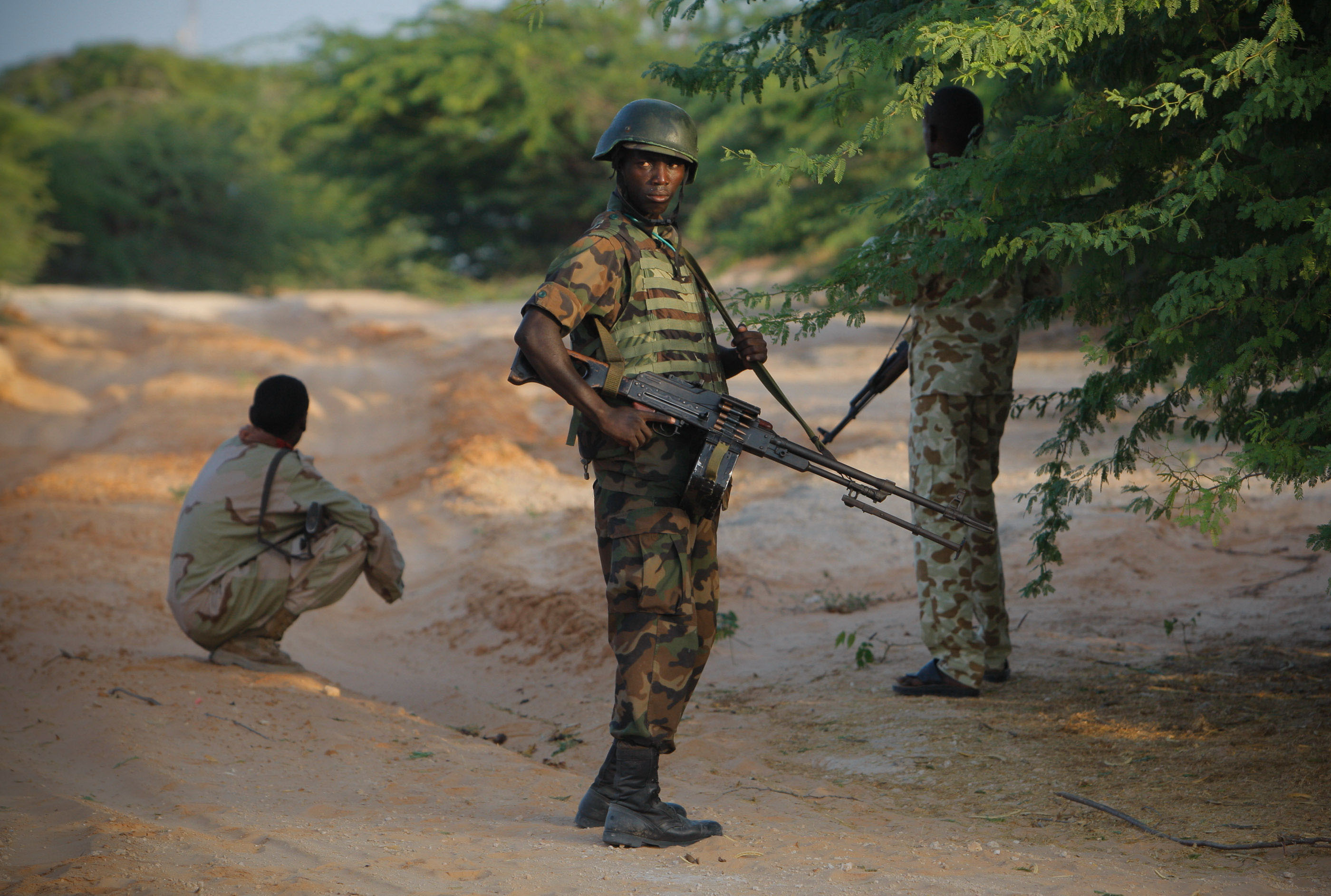
Угандийский солдат с ПКМ участвует в военной миссии Африканского союза в Сомали (AMISOM). Стоит сразу после восхода солнца 20 января 2012 с солдатами Сомалийской национальной армии (СНА) во время наступления на территории повстанцев из Харакат аш-Шабаб. Операцию проводит СНА при поддержке Афросоюза с целью занять территории вокруг университета в дальней северной точке Могадишо.

- Азербайджан[45] - в ходе боевых действий осенью 2020 года и после их окончания в распоряжении оказались также трофейные пулемёты ПК[46]
- Армения[45]
- Бангладеш: в общевойсковых соединениях армии Бангладеш и Президентской охране[13]
- Беларусь[45]
- Болгария[45][47]
- Босния и Герцеговина[45]
- Венгрия
- Вьетнам[48]
- Гвинея[45]
- Гвинея-Бисау
- Грузия[45]
- Замбия[45]
- Израиль трофейные ПК и ПКМ используются подразделениями СпН
- Индия ПКТ устанавливаются на бронетехнику индийского производства, а ПКМ применяется парашютистами сухопутных войск. В 2020 году начата замена на Negev NG7.
- Ирак[45]
- Иран[45]
- Кабо-Верде[45]
- Камбоджа[49]
- Казахстан[45]
- Китай[50]
- Кыргызстан[45]
- ДР Конго
- Республика Конго
- Куба[45]
- Лаос[45]
- Латвия[45]
- Мали[45]
- Мальта - на вооружении вооружённых сил одновременно находятся ПК и FN MAG[51]
- Мозамбик[45]
- Молдова[52]
- Монголия[45]
- Никарагуа[53]
- Польша[45][47]
- Россия[45]
- Румыния[45][47]
- Сан-Томе и Принсипи[45]
- Северная Македония[45]
- Сербия[45]
- Сирия[45]
- Словакия
- Словения
- Таджикистан[45]
- Турция[54]
- Туркменистан[45]
- Уганда[45]
- Украина[45]
- Узбекистан[45]
- Финляндия: состоит на вооружении как 7,62 KK PKM и используется в качестве основного пехотного пулемёта, а также устанавливается на МТ-ЛБ, БМП-2 и CV90 [55]
- Хорватия[45]
- Чад[45]
- Чехия
- Швейцария
- Шри-Ланка: в войсках армии Шри-Ланки. Около 200 пулемётов Тип 80 были поставлены компанией Norinco.[56].
- Эритрея[45]
- Эстония[45]

Бывшие страны-эксплуатанты
- ГДР
- Литва
- Швеция ПКТМ под обозначением Kulspruta m/95 (Ksp m/95) использовался на БМП-1 и МТ-ЛБ[57]
- СССР
- Югославия

## Галерея

ПКМ отдела спецназначения (ОСН) «Сатурн» ФСИН России. 2010 год.
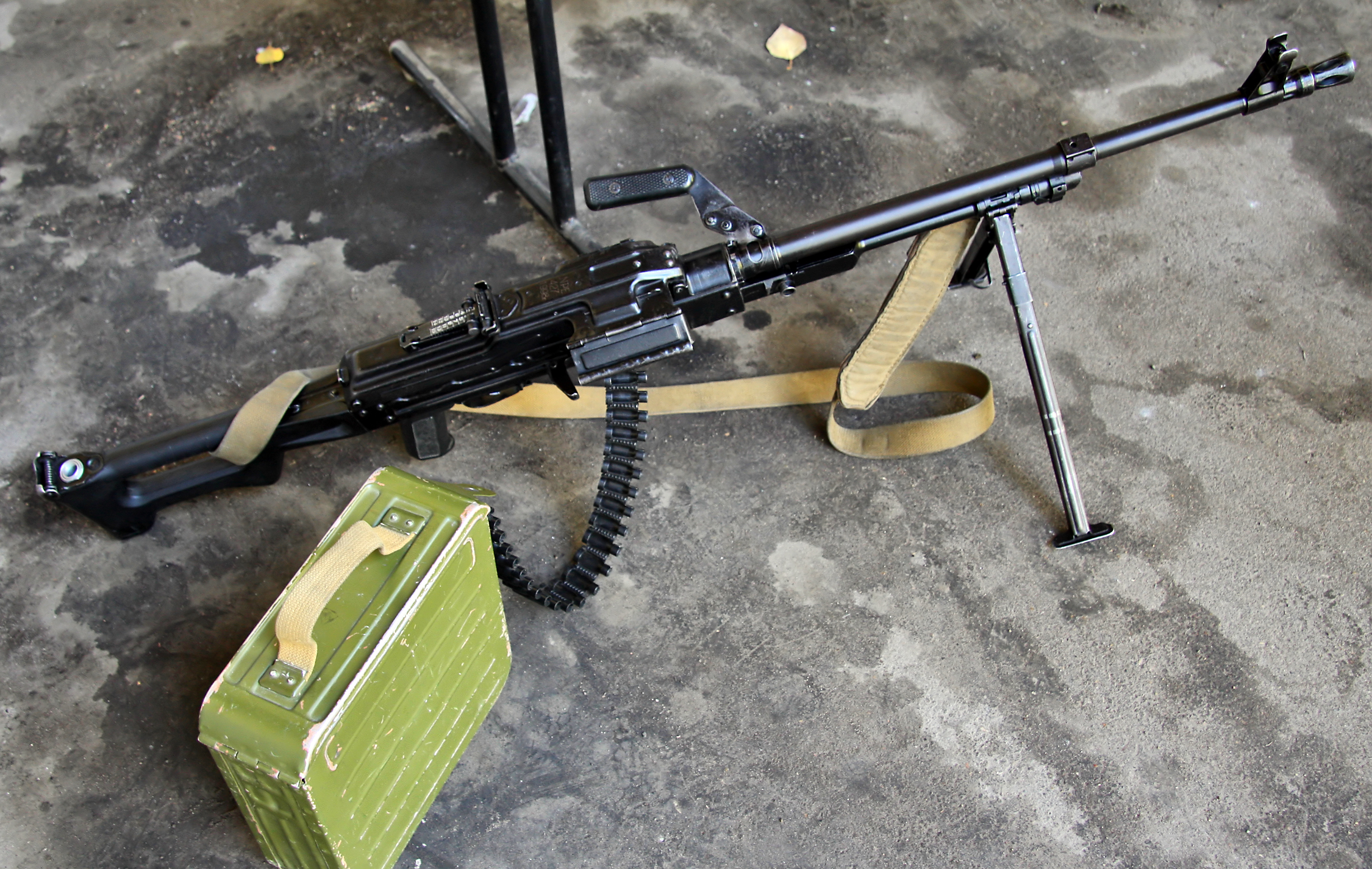
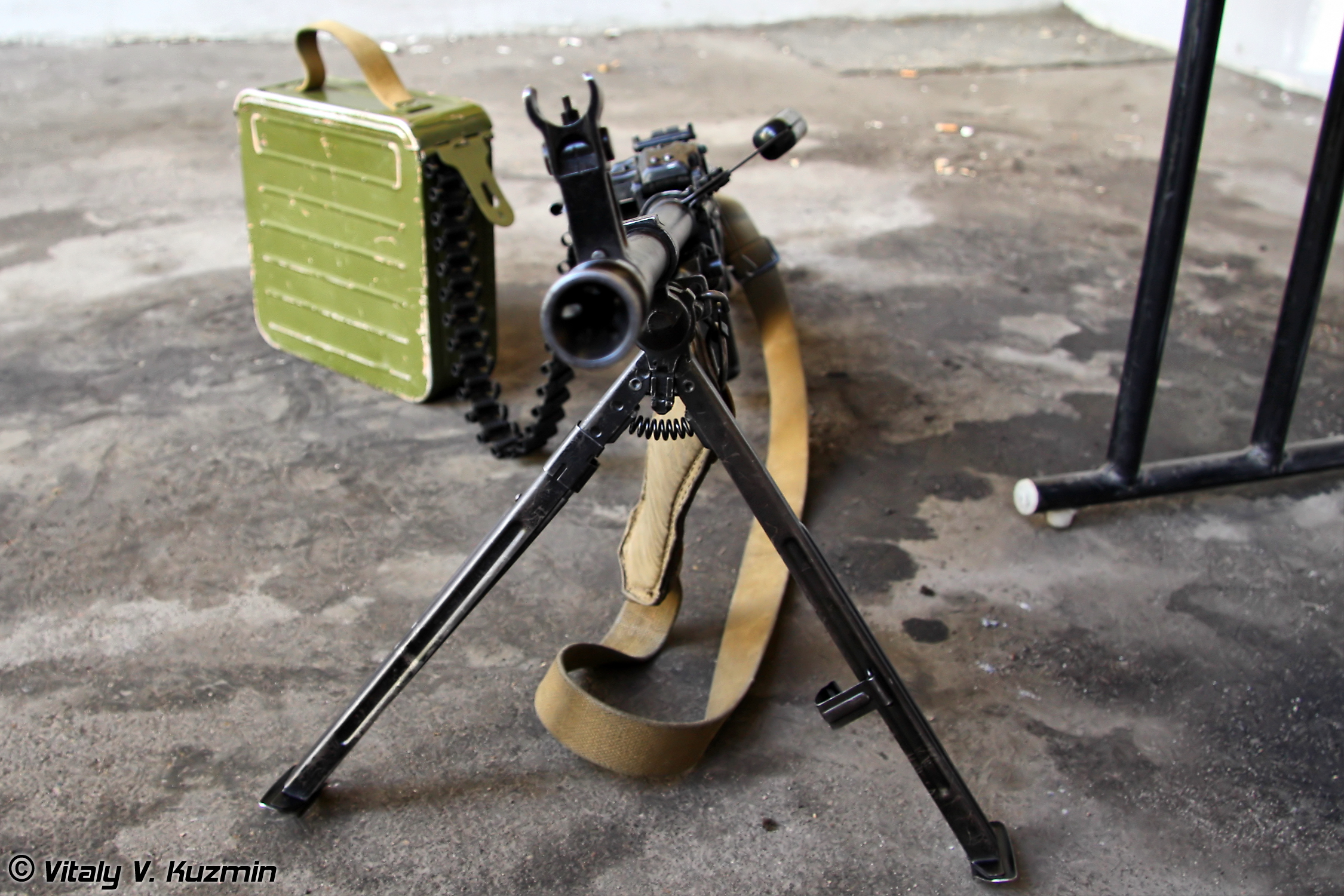
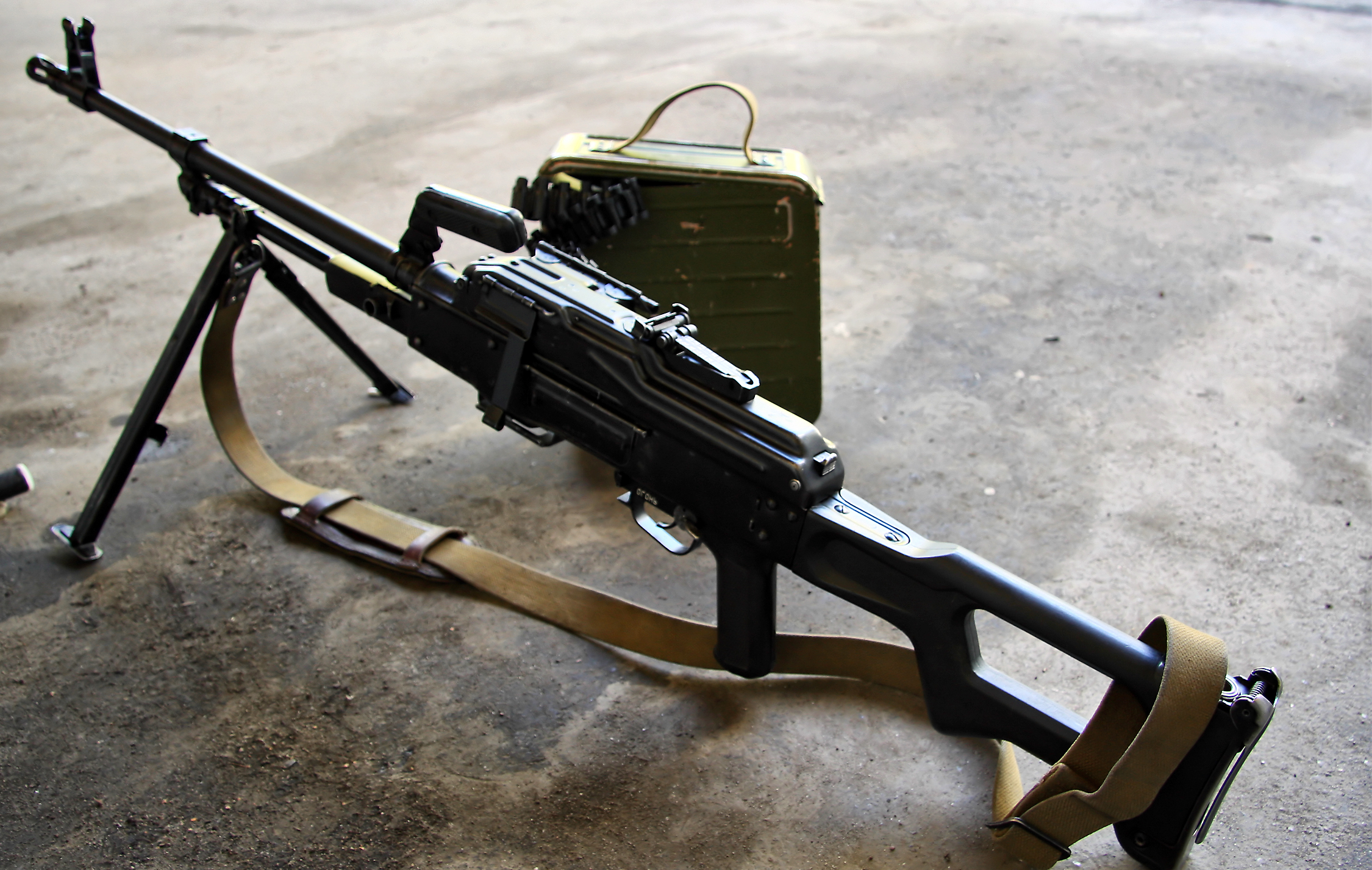
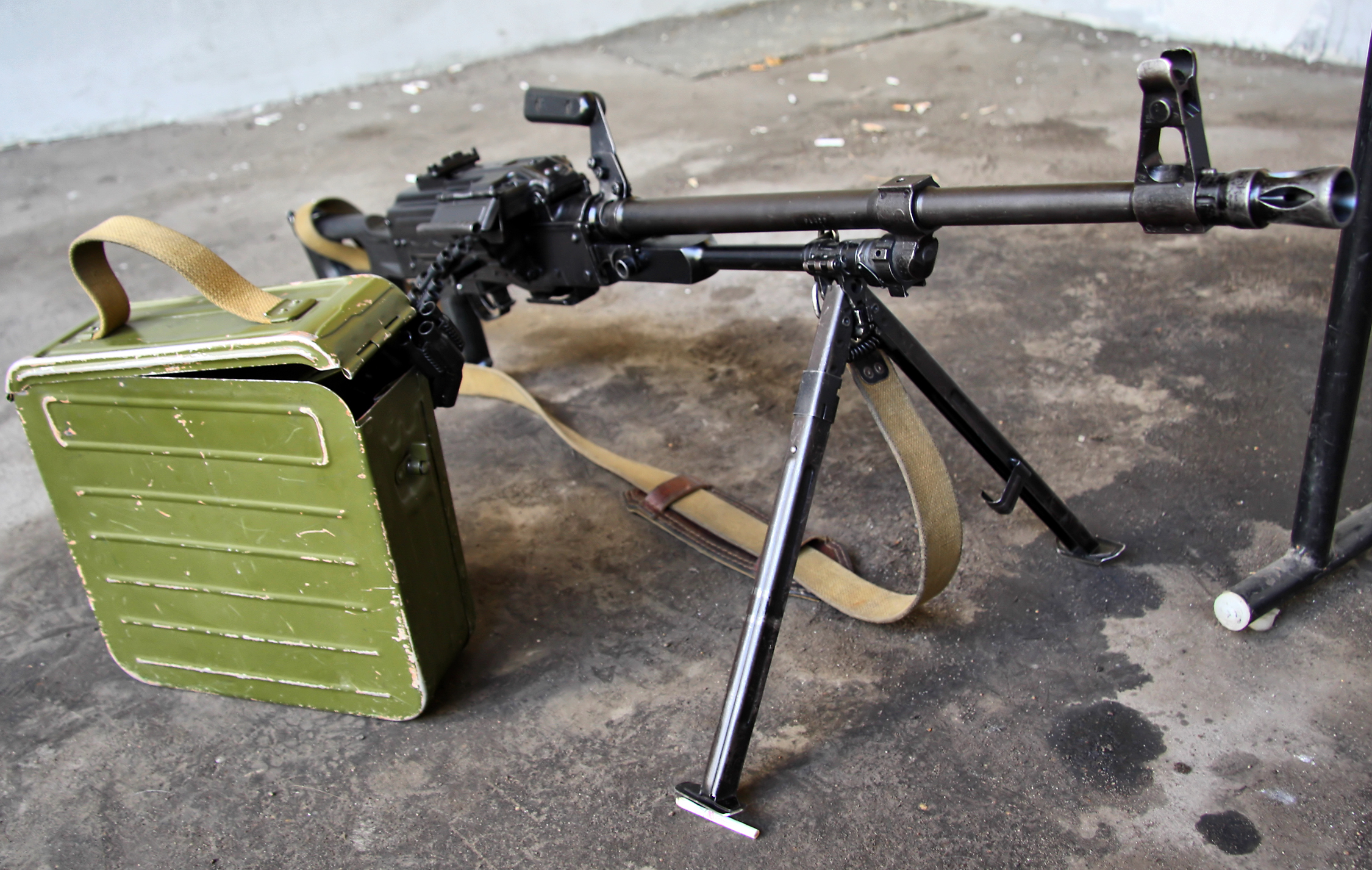